# Montlaur (Alta Garonna)
Montlaur è un comune francese di 1 250 abitanti situato nel dipartimento dell'Alta Garonna nella regione dell'Occitania.

## Società

### Evoluzione demografica
Abitanti censiti